# Омаха
О́маха (англ. Omaha) — місто (англ. city) у центральній частині США, в окрузі Дуглас штату Небраска. Населення — 486 051 особа (2020). Засноване 1854 року.
Важливий залізничний вузол. Порт на річці Міссурі. Торгово-фінансовий центр сільськогосподарського району. Гуртова торгівля великою рогатою худобою, свиньми. Зернова і м'ясна біржі. Великий центр харчової (борошномельної, м'ясної, маслобійної) промисловості. Виробництво засобів зв'язку, ЕОМ, вантажних автомобілів, промислового устаткування, мінеральних добрив. Кольорова металургія (виплавка цинку). Університети.

## Географія
Омаха розташована за координатами 41°15′53″ пн. ш. 96°2′31″ зх. д. / 41.26472° пн. ш. 96.04194° зх. д. (41.264675, -96.041927).  За даними Бюро перепису населення США в 2010 році місто мало площу 338,19 км², з яких 329,16 км² — суходіл та 9,04 км² — водойми. В 2017 році площа становила 366,10 км², з яких 356,94 км² — суходіл та 9,16 км² — водойми.

### Клімат
Місто знаходиться у зоні, котра характеризується вологим континентальним кліматом зі спекотним літом. Найтепліший місяць — липень із середньою температурою 24.8 °C (76.7 °F). Найхолодніший місяць — січень, із середньою температурою -4.7 °С (23.5 °F).
| Клімат Омахи            | Клімат Омахи | Клімат Омахи | Клімат Омахи | Клімат Омахи | Клімат Омахи | Клімат Омахи | Клімат Омахи | Клімат Омахи | Клімат Омахи | Клімат Омахи | Клімат Омахи | Клімат Омахи | Клімат Омахи |
| Показник                | Січ.         | Лют.         | Бер.         | Квіт.        | Трав.        | Черв.        | Лип.         | Серп.        | Вер.         | Жовт.        | Лист.        | Груд.        | Рік          |
| Абсолютний максимум, °C | 20,6         | 25,6         | 32,8         | 36,1         | 37,2         | 40,6         | 45,6         | 43,3         | 40           | 35,6         | 28,3         | 22,2         | 45,6         |
| Середній максимум, °C   | 0,8          | 3,4          | 10,5         | 17,6         | 23,2         | 28,4         | 30,7         | 29,5         | 25,3         | 18,2         | 9,4          | 1,8          | 16,6         |
| Середня температура, °C | −4,7         | −2,2         | 4,2          | 10,9         | 16,8         | 22,3         | 24,8         | 23,7         | 18,7         | 11,8         | 3,8          | −3,3         | 10,6         |
| Середній мінімум, °C    | −10,2        | −7,7         | −2,2         | 4,3          | 10,5         | 16,1         | 19           | 17,8         | 12,2         | 5,3          | −1,8         | −8,5         | 4,6          |
| Абсолютний мінімум, °C  | −30,6        | −29,4        | −26,7        | −15          | −2,8         | 3,3          | 6,7          | 6,1          | −3,9         | −10,6        | −22,8        | −30,6        | −30,6        |
| Норма опадів, мм        | 17.8         | 22.9         | 50.8         | 76.2         | 121.9        | 106.7        | 96.5         | 96.5         | 68.6         | 55.9         | 40.6         | 25.4         | 777.2        |
| Днів з опадами          | 5            | 5            | 7            | 9            | 11           | 9            | 8            | 8            | 8            | 6            | 6            | 5            | 87           |
| Днів з дощем            | 6            | 7            | 9            | 10           | 12           | 11           | 9            | 9            | 8            | 6            | 6            | 6            | 99           |
| Днів зі снігом          | 4,6          | 4,9          | 2,5          | 0,8          | 0            | 0            | 0            | 0            | 0            | 0,2          | 2,2          | 4,7          | 19,9         |
| Вологість повітря, %    | 72.9         | 70.9         | 66.6         | 63.2         | 66.7         | 69.2         | 72.1         | 74.5         | 70           | 67.6         | 69.8         | 74           | 69.8         |
| ----------------------- | ------------ | ------------ | ------------ | ------------ | ------------ | ------------ | ------------ | ------------ | ------------ | ------------ | ------------ | ------------ | ------------ |
| Джерело: Weatherbase    |              |              |              |              |              |              |              |              |              |              |              |              |              |

## Демографія
Згідно з переписом 2010 року, у місті мешкало 408 958 осіб у 162 627 домогосподарствах у складі 96 477 родин. Густота населення становила 1209 осіб/км².  Було 177518 помешкань (525/км²).
Расовий склад населення:
| - 73,1 % — білих - 13,7 % — чорних або афроамериканців - 2,4 % — азіатів - 0,8 % — корінних американців - 0,1 % — вихідців з тихоокеанських островів - 6,9 % — осіб інших рас |

До двох чи більше рас належало 3,0 %. Частка іспаномовних становила 13,1 % від усіх жителів.
За віковим діапазоном населення розподілялося таким чином: 25,1 % — особи молодші 18 років, 63,5 % — особи у віці 18—64 років, 11,4 % — особи у віці 65 років та старші. Медіана віку мешканця становила 33,5 року. На 100 осіб жіночої статі у місті припадало 96,7 чоловіків;  на 100 жінок у віці від 18 років та старших — 94,5 чоловіків також старших 18 років.
Середній дохід на одне домашнє господарство  становив 68 684 долари США (медіана — 49 896), а середній дохід на одну сім'ю — 84 487 доларів (медіана — 64 360). Медіана доходів становила 44 948 доларів для чоловіків та 37 508 доларів для жінок. За межею бідності перебувало 16,7 % осіб, у тому числі 24,0 % дітей у віці до 18 років та 8,6 % осіб у віці 65 років та старших.
Цивільне працевлаштоване населення становило 223 974 особи. Основні галузі зайнятості: освіта, охорона здоров'я та соціальна допомога — 24,1 %, науковці, спеціалісти, менеджери — 11,5 %, роздрібна торгівля — 11,4 %.

## Відомі особистості
У місті народились:
- Фред Астер (1899—1987) — американський танцюрист, хореограф, кіноактор і співак австро-єврейсько-німецького походження
- Вільям Дозьє (1908—1991) — американський продюсер та актор кіно та телебачення
- Дже́ралд Рудо́льф Форд, мол. (англ. Gerald Rudolph Ford, Jr.); нар. 14 липня 1913 — пом. 26 грудня 2006) — 38-й президент США (1974—1977)
- Дороті Макгвайр (1916—2001) — американська акторка.
- Монтгомері Кліфт (1920—1966) — американський актор.
- Марлон Брандо (1924—2004) — американський актор театру і кіно.
- Во́ррен Е́двард Ба́ффет (*1930) — американський інвестор, філантроп
- Нік Нолті (*1941) — американський актор
- Свузі Керц (* 1944) — американська акторка театру, кіно та телебачення
- Керрі Гілі (* 1960) — американська політична діячка.